# Griffithsia
Genre
Synonymes
- Bindera australis (C.Agardh) Trevisan, 1845[2]
- Bindera cladostephus Decaisne, 1842[2]
- Brongniartella australis f. recurva Parsons, 1980[2]
- Brongniartella australis (C.Agardh) F.Schmitz, 1893 (préféré par BioLib)[2]
- Cladostephus australis C.Agardh, 1824[2]
- Griffithsia australis (C.Agardh) C.Agardh, 1828[2]
- Heterosphondylium Nägeli, 1862[3]
- Lophothalia australis (C.Agardh) J.Agardh, 1890[2]
- Pandorea J.Agardh, 1876[3]
- Polychroma Bonnemaison, 1822[3]
- Polysiphonia australis (C.Agardh) J.Agardh, 1863[2]
- Polysiphonia byssoclados Harvey, 1844[2]
- Polysiphonia cladostephus Montagne, 1843[2]
- Vertebrata australis (C.Agardh) Kuntze, 1891[2]

Griffithsia est un genre d’algues rouges de la famille des Wrangeliaceae, tribu des Griffithsieae.
Le genre est nommé en 1817 par Carl Adolph Agardh en l’honneur d’Amelia Griffiths. 

## Liste d'espèces
Selon AlgaeBase (4 février 2019) :
- Griffithsia aestivana C.W.Schneider & C.E.Lane
- Griffithsia antarctica J.D.Hooker & Harvey
- Griffithsia balara Baldock
- Griffithsia capitata Børgesen
- Griffithsia caribaea G.Feldmann
- Griffithsia caudata Schousboe (Sans vérification)
- Griffithsia chilensis Montagne ex Kützing
- Griffithsia coacta Okamura
- Griffithsia complanata Huisman
- Griffithsia confervoides Suhr
- Griffithsia corallinoides (Linnaeus) Trevisan
- Griffithsia crassiuscula C.Agardh
- Griffithsia devoniensis Harvey
- Griffithsia elegans Baldock
- Griffithsia flabellata Montagne (Statut incertain)
- Griffithsia genovefae Feldmann
- Griffithsia globulifera Harvey ex Kützing
- Griffithsia grandis Kützing
- Griffithsia gunniana J.Agardh
- Griffithsia heteroclada Yamada & Hasegawa
- Griffithsia heteromorpha Kützing
- Griffithsia intertexta Schousboe (Sans vérification)
- Griffithsia intricata Schousboe (Sans vérification)
- Griffithsia inversa Huisman
- Griffithsia japonica Okamura
- Griffithsia metcalfii C.K.Tseng
- Griffithsia monilis Harvey
- Griffithsia myriophyllum Schousboe (Sans vérification)
- Griffithsia okiensis Kajimura
- Griffithsia opuntioides J.Agardh
- Griffithsia ovalis Harvey
- Griffithsia pacifica Kylin
- Griffithsia phyllamphora J.Agardh
- Griffithsia pilalyea Baldock
- Griffithsia pulvinata Baldock
- Griffithsia radicans Kützing
- Griffithsia redicata Schousboe (Sans vérification)
- Griffithsia rhizophora Grunow ex Weber Bosse
- Griffithsia schousboei Montagne
- Griffithsia secundiramea Vickers
- Griffithsia subcylindrica Okamura
- Griffithsia teges Harvey
- Griffithsia tenuissima Zanardini (Statut incertain)
- Griffithsia tingitana Schousboe (Sans vérification)
- Griffithsia tomo-yamadae Okamura
- Griffithsia torulosa Zanardini
- Griffithsia traversii (J.Agardh) Baldock
- Griffithsia venusta Yamada
- Griffithsia weber-van-bosseae Børgesen

Selon World Register of Marine Species (4 février 2019) :
- Griffithsia aestivana C.W.Schneider & C.E.Lane, 2007
- Griffithsia antarctica J.D.Hooker & Harvey, 1847
- Griffithsia balara Baldock, 1976
- Griffithsia capitata Børgesen, 1930
- Griffithsia caribaea G.Feldmann, 1948
- Griffithsia caudata Schousboe
- Griffithsia chilensis Montagne ex Kützing, 1849
- Griffithsia coacta Okamura, 1930
- Griffithsia confervoides Suhr, 1840
- Griffithsia corallinoides (Linnaeus) Trevisan, 1845
- Griffithsia crassiuscula C.Agardh, 1824
- Griffithsia devoniensis Harvey, 1846
- Griffithsia elegans Baldock, 1976
- Griffithsia genovefae Feldmann, 1949
- Griffithsia globulifera Harvey ex Kützing, 1862
- Griffithsia grandis Kützing, 1862
- Griffithsia gunniana J.Agardh, 1876
- Griffithsia heteroclada Yamada & Hasegawa, 1949
- Griffithsia heteromorpha Kützing, 1863
- Griffithsia intertexta Schousboe
- Griffithsia intricata Schousboe
- Griffithsia japonica Okamura, 1930
- Griffithsia metcalfii C.K.Tseng, 1942
- Griffithsia monilis Harvey, 1855
- Griffithsia myriophyllum Schousboe
- Griffithsia okiensis Kajimura, 1989
- Griffithsia opuntioides J.Agardh, 1842
- Griffithsia ovalis Harvey, 1855
- Griffithsia pacifica Kylin, 1925
- Griffithsia phyllamphora J.Agardh, 1842
- Griffithsia pilalyea Baldock, 1976
- Griffithsia pulvinata Baldock, 1976
- Griffithsia radicans Kützing, 1862
- Griffithsia redicata Schousboe
- Griffithsia rhizophora Grunow ex Weber-van Bosse, 1923
- Griffithsia schousboei Montagne, 1839
- Griffithsia secundiramea Vickers, 1905
- Griffithsia subcylindrica Okamura, 1930
- Griffithsia teges Harvey, 1855
- Griffithsia tingitana Schousboe
- Griffithsia tomo-yamadae Okamura, 1936
- Griffithsia torulosa Zanardini
- Griffithsia traversii (J.Agardh) Baldock, 1976
- Griffithsia venusta Yamada, 1944
- Griffithsia weber-vanbosseae Børgesen, 1942

## Synonymies
Selon AlgaeBase (4 février 2019), les espèces suivantes ont été mises en synonymie avec d’autres espèces :
- Griffithsia anthericephala E.Y.Dawson = Anotrichium anthericephalum (E.Y.Dawson) Baldock
- Griffithsia arachnoidea C.Agardh = Halurus flosculosus (J.Ellis) Maggs & Hommersand
- Griffithsia ardissonei Zanardini = Anotrichium furcellatum (J.Agardh) Baldock
- Griffithsia argus Montagne = Wrangelia argus (Montagne) Montagne
- Griffithsia australis (C.Agardh) C.Agardh = Vertebrata australis (C.Agardh) Kuntze
- Griffithsia barbata C.Agardh = Anotrichium barbatum (C.Agardh) Nägeli
- Griffithsia binderiana Sonder = Bornetia binderiana (Sonder) Zanardini
- Griffithsia bornetiana Farlow = Griffithsia globulifera Harvey ex Kützing
- Griffithsia brachyarthra Kützing = Pachychaeta brachyarthra (Kützing) Trevisan
- Griffithsia corallina C.Agardh - type = Griffithsia corallinoides (Linnaeus) Trevisan
- Griffithsia crinita Kützing = Anotrichium crinitum (Kützing) Baldock
- Griffithsia cymosa Simons = Griffithsia confervoides Suhr
- Griffithsia elongata (Harvey) J.Agardh = Anotrichium elongatum (Harvey) Baldock
- Griffithsia equisetifolia (Lightfoot) C.Agardh = Halurus equisetifolius (Lightfoot) Kützing
- Griffithsia flabelliformis Harvey = Griffithsia crassiuscula C.Agardh
- Griffithsia flabelligera (Harvey) J.Agardh = Anotrichium licmophorum (Harvey) Baldock
- Griffithsia flosculosa (J.Ellis) Batters = Halurus flosculosus (J.Ellis) Maggs & Hommersand
- Griffithsia furcellata J.Agardh = Anotrichium furcellatum (J.Agardh) Baldock
- Griffithsia globifera (Harvey) J.Agardh = Griffithsia globulifera Harvey ex Kützing
- Griffithsia gracilis Harvey = Anotrichium elongatum (Harvey) Baldock
- Griffithsia irregularis C.Agardh = Halurus flosculosus var. irregularis (C.Agardh) Gómez Garreta, Gallardo, Ribera, M. Cormaci, G.Furnari, Giaccone & Boudouresque
- Griffithsia licmophora (Harvey) J.Agardh = Anotrichium licmophorum (Harvey) Baldock
- Griffithsia multifida (Hudson) C.Agardh = Sphondylothamnion multifidum (Hudson) Nägeli
- Griffithsia multiramosa (Setchell & Gardner) W.R.Taylor = Anotrichium multiramosum (Setchell & N.L.Gardner) Baldock
- Griffithsia neapolitana Nägeli ex Kützing = Griffithsia opuntioides J.Agardh
- Griffithsia penicillata C.Agardh = Wrangelia penicillata (C.Agardh) C.Agardh
- Griffithsia radiciformis Hooker & Harvey = Wrangelia nobilis J.D.Hooker & Harvey
- Griffithsia repens Zanardini = Callithamnion unilaterale Zanardini
- Griffithsia rhizoidea Noda = Griffithsia heteroclada Yamada & Hasegawa
- Griffithsia schimperi Reinbold = Anotrichium tenue (C.Agardh) Nägeli
- Griffithsia secunda Harvey ex J.Agardh = Anotrichium secundum (Harvey ex J.Agardh) G.Furnari
- Griffithsia secundiflora J.Agardh = Bornetia secundiflora (J.Agardh) Thuret
- Griffithsia setacea (Hudson) C.Agardh = Halurus flosculosus (J.Ellis) Maggs & Hommersand
- Griffithsia simplicifila (A.P.de Candolle) C.Agardh = Halurus equisetifolius (Lightfoot) Kützing
- Griffithsia sonderiana J.Agardh = Macrothamnion pellucidum (Harvey) Wollaston
- Griffithsia sphaerica Schousboe ex C.Agardh = Halurus flosculosus var. sphaericus (Schousboe ex C.Agardh) Gómez Garreta, Gallardo, Ribera, M. Cormaci, G.Furnari, Giaccone, & Boudouresque
- Griffithsia subbiconica Stegenga = Griffithsia schousboei Montagne
- Griffithsia tenuis C.Agardh = Anotrichium tenue (C.Agardh) Nägeli
- Griffithsia tasmanica (Kützing) Kützing = Griffithsia crassiuscula C.Agardh
- Griffithsia thyrsigera (Thwaites ex Harvey) Grunow = Anotrichium tenue (C.Agardh) Nägeli
- Griffithsia trichoclados C.Agardh = Lophocladia trichoclados (C.Agardh) F.Schmitz